# Sân bay quốc tế Baghdad

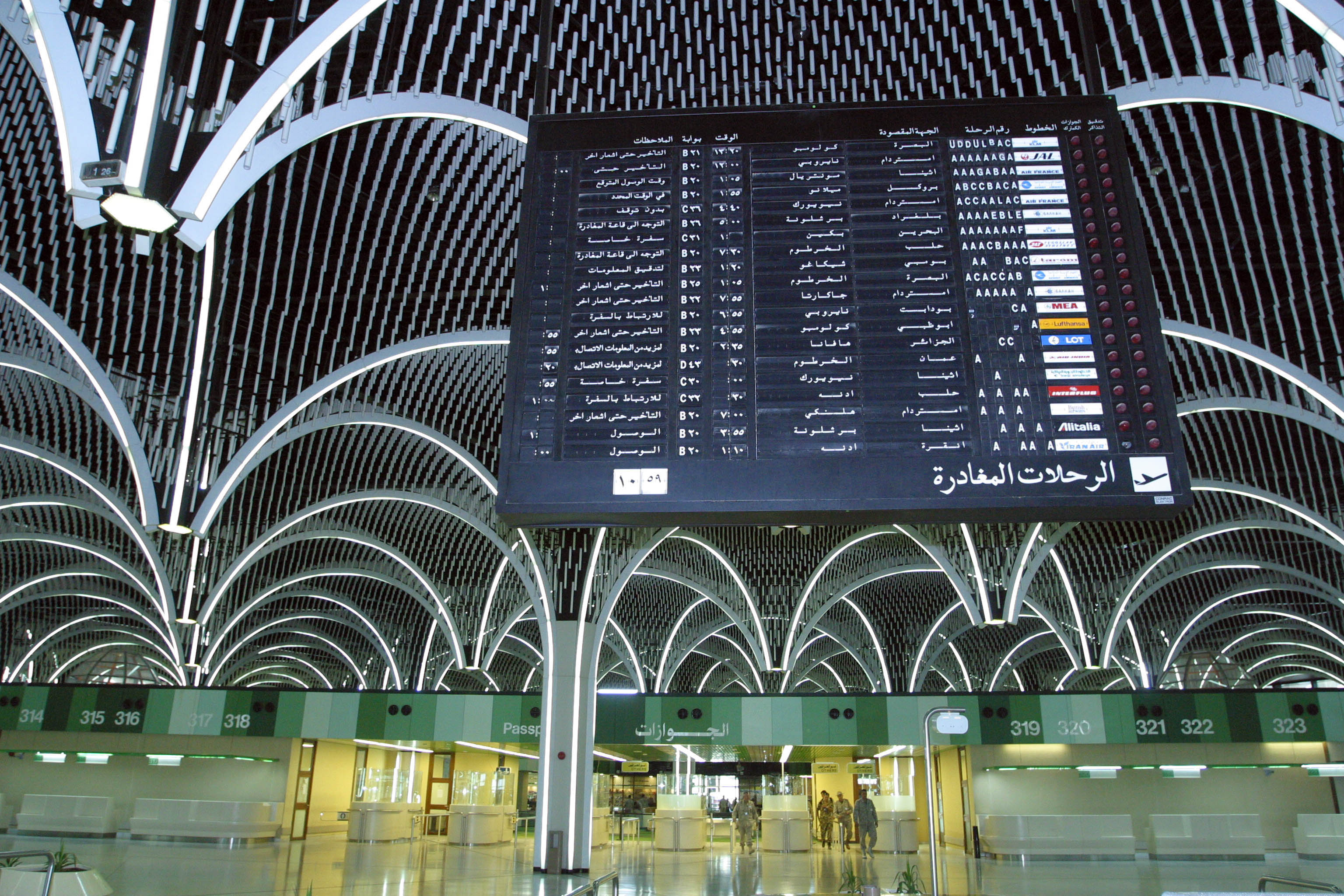
Bên trong nhà ga hành khách, cho thấy một
FIDS bị bỏ hoang trước một quầy check-in và kiểm soát hộ chiếu bị bỏ hoang.

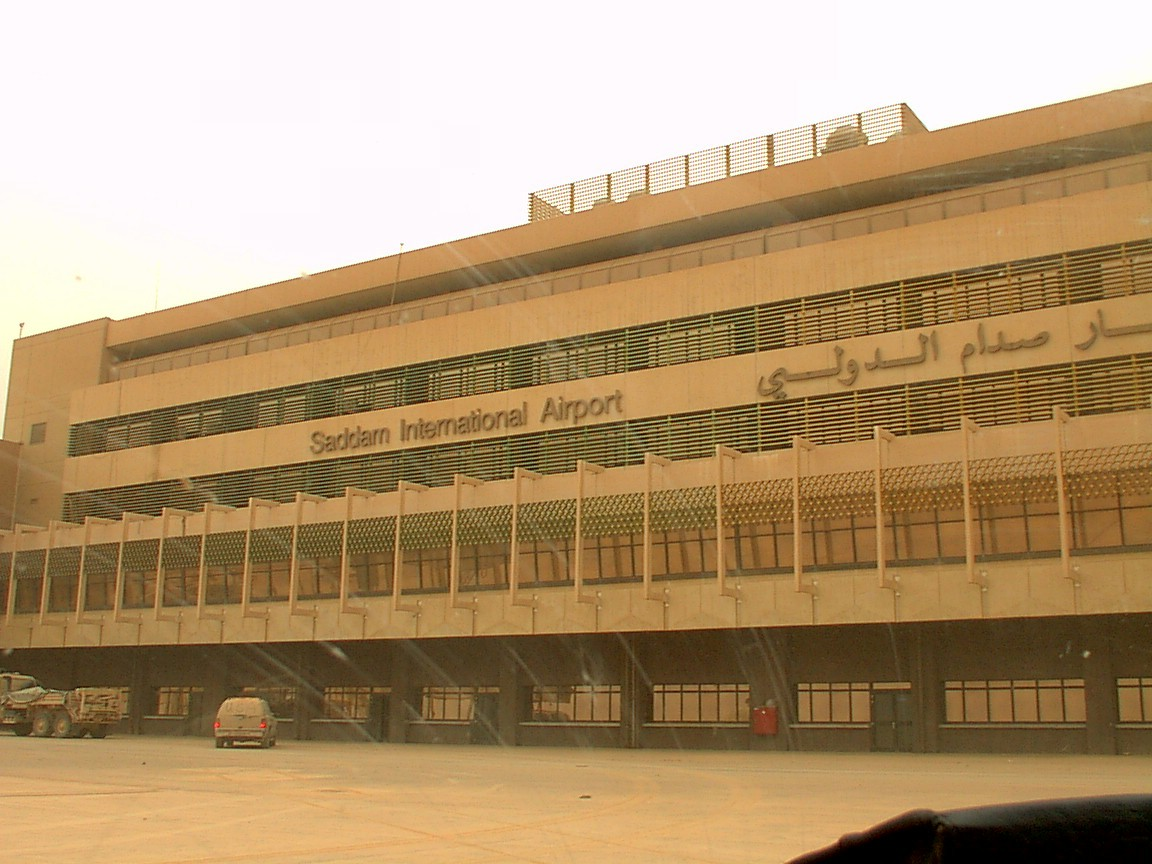
Sân bay quốc tế Saddam trước đây

Sân bay quốc tế Baghdad (IATA: SDA, ICAO: ORBI) (tiếng Ả Rập: مطار بغداد الدولي; tên trước đây Sân bay quốc tế Saddam, tên giao dịch quốc tế: Baghdad International Airport) là sân bay lớn nhất ở Iraq, nằm ở ngoại ô cách trung tâm Baghdad 16 km về phía Tây. Trước cuộc xâm lược Iraq năm 2003, sân bay này được đặt tên theo tổng thống Iraq Saddam Hussein. Dù tên đã được đổi, nhưng mã sân bay ICAO vẫn là SDA (dù một vài hãng hàng không sử dụng mã BGW). Mã sân bay ICAO của sân bay này đã là ORBS, nhưng đã đổi thành ORBI năm 2003.

## Lịch sử

### Trước 1991
Sân bay quốc tế Saddam được xây dựng với sự hỗ trợ của các công ty Pháp giữa những năm 1979 và 1982 và có chi phí hơn 900 triệu đôla Mỹ mà Iraq không bao giờ hoàn trả cho Pháp. Được thiết kế để dành cho các hoạt động quân sự và dân sự, sân bay này có thể phục vụ 7,5 triệu khách mỗi năm và bất cứ loại tàu bay nào. Nhà ga hành khách có 3 khu vực cửa, các khu vực này ban đầu được đặt tên theo các thành phố của các đế quốc cổ đã từng tồn tại ở Iraq ngày nay: Babylon, Samarra, và Nineveh. Ngày nay chúng được gọi đơn giản là A, B, C.
Sân bay cũng có nhà ga VIP với sảnh đợi trang bị nội thất sang trọng, phòng hội nghị và phòng ngủ. Nhà ga này đã được Saddam Hussein sử dụng để đón nguyên thủ nước ngoài và những nhân vật quan trọng khác. Sân bay này là trung tâm hoạt động của hãng hàng không quốc tế của Iraq Iraqi Airways, và đã từng có nhiều hãng quốc tế hoạt động. Ngày 25 tháng 12 năm 1986, chuyến bay Iraqi Airways 163, một chiếc Boeing 737 bay từ Baghdad đến Amman, Jordan đã bị không tặc tấn công, sau đó nó bị rớt ở Ả Rập Xê Út, giết 63 người.

### 1991-2003
Phần lớn các chuyến bay dân sự bị đình chỉ năm 1991, khi Hoa Kỳ áp đặt lệnh hạn chế đối với Iraq sau khi Iraq xâm lược Kuwait trong Chiến tranh Vùng Vịnh Ba Tư. Do Anh và Mỹ áp đặt vùng cấm bay, hãng Iraqi Airways chỉ có thể tiếp tục các chuyến nội địa trong những khoảng thời gia hạn chế. Về các chuyến quốc tế, Iraq chỉ có thể nhận các chuyến quốc tế thuê bao mang thuốc men, nhân viên cứu trợ và các quan chức chính phủ.

### 2003-đến nay
Ngày 3 tháng 4 năm 2003, quân đội Hoa Kỳ do sư đoàn bộ binh số 3 dẫn đầu đã chiếm giữ được Sân bay quốc tế Saddam trong một phần của sự xâm lược Iraq và ngay lập tức đã cho đổi tên sân bay thành "Sân bay quốc tế Baghdad". Tất cả những bức tranh của vị cựu lãnh đạo này cũng bị tháo dỡ. Đến giữa năm đó, sân bay đã trở thành một thành phố nhỏ của lều trại chứa 10.000 lính Mỹ. Cục phát triển quốc tế Hoa Kỳ(USAID) đã cấp ngân sách hơn 17 triệu đôla Mỹ để hồi phục nhà ga và khu bay đến tình trạng hoạt động được.

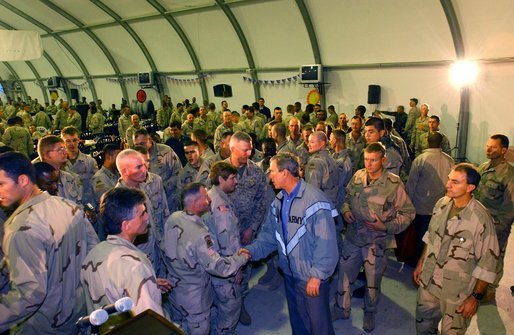
Tổng thống Bush viếng thăm quân tại Bob Hope Dining Facility

## Tình trạng hiện nay
Sân bay đã được chuyển qua cho dân sự kiểm soát ngày 25 tháng 8 năm 2004. Iraqi Airways và Royal Jordanian Airlines hiện đang cung ứng các chuyến bay thường xuyên đi Amman, Jordan, và DHL cung cấp dịch cụ hàng hóa.

## Các hãng hàng không
- Air Memphis (Cairo)
- Flying Carpet Airlines (Beirut)
- Iraqi Airways (Amman, Basra, Cairo, Dubai, Erbil, Istanbul, Sulaymaniyah)
- Ishtar Airlines (Dubai)
- Royal Jordanian (Amman)
- Syrianair (Damascus)
- Tigris Airlines

## Các cơ sở của Liên quân
Dưới đây là danh sách theo trật tự chữ cái về các căn cứ quân sự trong vành đai quân sự BIAP:
- Căn cứ không quân Sather
- Cơ sở hậu cần Seitz
- Trại Cropper
- Trại Dublin
- Trại Liberty
- Trại Slayer
- Trại Striker
- Trại Victory